# Griffith Ridge
Griffith Ridge är en bergstopp i Antarktis. Den ligger i Östantarktis. Nya Zeeland gör anspråk på området. Toppen på Griffith Ridge är 1 416 meter över havet, eller 457 meter över den omgivande terrängen. Bredden vid basen är 5,9 km.
Terrängen runt Griffith Ridge är huvudsakligen lite bergig.  Trakten är obefolkad. Det finns inga samhällen i närheten.